# Montignac-Lascaux
Montignac-Lascaux (vor 2020 Montignac) ist eine Gemeinde mit 2.760 Einwohnern (Stand 1. Januar 2022) in Frankreich im Département Dordogne, in der Region Nouvelle-Aquitaine.

## Geografie
Die Gemeinde liegt am Ufer des Flusses Vézère, etwa 35 km ostsüdöstlich von Périgueux, dem Sitz der Präfektur des Départements.

## Geschichte
Montignac-Lascaux war bereits in der Altsteinzeit besiedelt und wurde in der Antike von den Römern kolonisiert.
Anfang des Mittelalters ist in Montignac die Existenz einer Burg bezeugt, die im 11. Jahrhundert durch Heirat an die Grafen von Périgord überging und zu einer wichtigen Festung wurde. Die Herrschaft von Montignac teilte die Geschichte der Grafschaft Périgord, insbesondere die häufig wechselnden Besitzverhältnisse im Zuge der Jahrhunderte. 2020 wurde der Name der Gemeinde von Montignac in Montignac-Lascaux geändert.

## Bevölkerungsentwicklung
| Jahr                       | 1962 | 1968 | 1975 | 1982 | 1990 | 1999 | 2007 | 2016 |
| -------------------------- | ---- | ---- | ---- | ---- | ---- | ---- | ---- | ---- |
| Einwohner                  | 2809 | 2949 | 3081 | 3135 | 2938 | 3023 | 2870 | 2788 |
| Quellen: Cassini und INSEE |      |      |      |      |      |      |      |      |

## Stadtbild
Montignac erstreckt sich beiderseits der Vézère. Rechts liegt der mittelalterliche Teil mit Turm und Umfassungsmauer als letzte Überreste der Festung der Grafen von Périgord. Die Anlage wurde durch kriegerische Ereignisse mehrfach beschädigt und 1825 endgültig zerstört. Die Stadt war durch eine Mauer mit drei Stadttoren geschützt, von denen eines zur Brücke über die Vézère führte. Diese Brücke wurde 1580 von den Protestanten verbrannt und nach dem Wiederaufbau 1620 vom Hochwasser beschädigt. Das gegenwärtige, zwischen 1766 und 1777 errichtete Brückenbauwerk, ersetzte die Fähre, die 150 Jahre lang benutzt worden war.

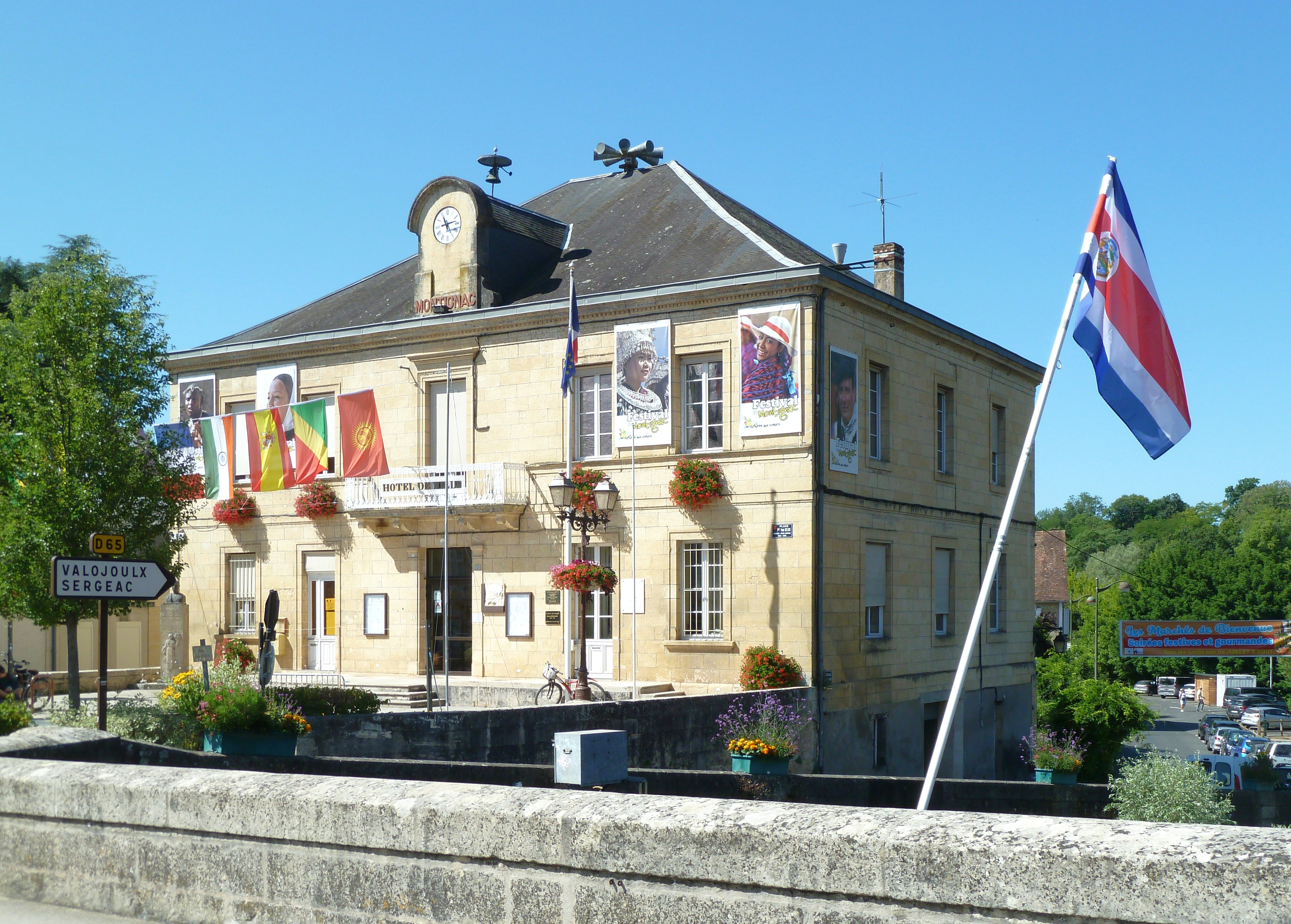
Rathaus (Hôtel de ville)

## Sehenswürdigkeiten
- Höhle von Lascaux mit berühmten Höhlenmalereien aus der Altsteinzeit (nicht öffentlich zugänglich)
- Lascaux II und IV, exakte Nachbildungen der Höhle von Lascaux
- Museum für Prähistorische Kunst „Le Thot – Espace Cro-Magnon“ in Thonac[2]
- Museum Eugène Le Roy
- Schloss Coulonges, 14. bis 16. Jahrhundert
- ehemaliges Hospital St-Jean mit Kapelle aus dem 14. Jahrhundert

## Persönlichkeiten
- Joseph Joubert (1754–1824), französischer Moralist und Essayist
- Jean Broc (1771–1850), französischer Maler
- Joseph Mérilhou (1788–1856), französischer Politiker und Minister
- Éuphémie Vauthier (Garcin) (1829–1900), französische Schriftstellerin
- Eugène Le Roy (1836–1907), französischer Schriftsteller